# Saison 1981-1982 de la LHOu
Saison précédente Saison suivante
La saison 1981-1982 est la 16e saison de hockey sur glace de la Ligue de hockey de l'Ouest. Les Winter Hawks de Portland remporte la Coupe du Président en battant en finale les Pats de Regina. 

## Saison régulière
Avant le début de la saison, les Bruins de New Westminster sont relocalisés vers Kamloops en Colombie-Britannique et prennent le nom des Oilers junior de Kamloops. 
Le 2 décembre 1981, à la suite de problèmes financiers, les Flyers de Spokane cessent leurs activités après avoir disputé 26 rencontres.  

### Classement
| Division Est           | PJ | V  | D  | N | Pts | BP  | BC  |
| ---------------------- | -- | -- | -- | - | --- | --- | --- |
| Broncos de Lethbridge  | 72 | 50 | 22 | 0 | 100 | 421 | 280 |
| Pats de Regina         | 72 | 48 | 24 | 0 | 96  | 465 | 368 |
| Blades de Saskatoon    | 72 | 44 | 26 | 2 | 90  | 450 | 343 |
| Wranglers de Calgary   | 72 | 41 | 29 | 2 | 84  | 334 | 266 |
| Wheat Kings de Brandon | 72 | 34 | 38 | 0 | 68  | 372 | 413 |
| Bighorns de Billings   | 72 | 27 | 44 | 1 | 55  | 369 | 432 |
| Tigers de Medicine Hat | 72 | 25 | 46 | 1 | 51  | 308 | 446 |
| Warriors de Winnipeg   | 72 | 23 | 48 | 1 | 47  | 285 | 388 |

| Division Ouest           | PJ | V  | D  | N | Pts | BP  | BC  |
| ------------------------ | -- | -- | -- | - | --- | --- | --- |
| Winter Hawks de Portland | 72 | 46 | 24 | 2 | 94  | 380 | 323 |
| Cougars de Victoria      | 72 | 43 | 28 | 1 | 87  | 398 | 314 |
| Breakers de Seattle      | 72 | 36 | 34 | 3 | 74  | 339 | 310 |
| Oilers de Kamloops       | 72 | 18 | 53 | 1 | 37  | 320 | 464 |
| Flyers de Spokane        | 26 | 3  | 22 | 1 | 7   | 102 | 196 |

### Meilleurs pointeurs
| Joueur          | Équipe    | PJ | B  | A   | Pts | Pun |
| --------------- | --------- | -- | -- | --- | --- | --- |
| Jock Callander  | Regina    | 71 | 79 | 111 | 190 | 59  |
| Dave Michayluk  | Regina    | 72 | 62 | 111 | 173 | 128 |
| Bruce Eakin     | Saskatoon | 66 | 42 | 125 | 167 | 120 |
| Jim McGeough    | Billings  | 71 | 93 | 66  | 159 | 142 |
| Ken Yaremchuk   | Portland  | 72 | 58 | 99  | 157 | 181 |
| Marc Habscheid  | Saskatoon | 55 | 64 | 87  | 151 | 74  |
| Dale Derkatch   | Regina    | 71 | 62 | 80  | 142 | 92  |
| Kelly Glowa     | Brandon   | 72 | 59 | 78  | 137 | 87  |
| Brian Shaw      | Portland  | 69 | 56 | 76  | 132 | 193 |
| Wally Schreiber | Regina    | 68 | 56 | 68  | 124 | 68  |

## Séries éliminatoires
Une première ronde est disputée entre les six équipes qualifiées de la division Est alors que les quatre équipes de l'Ouest accèdent directement aux Quarts de finale.
- Première ronde:
- Les Broncos de Lethbridge remportent leur série face aux Bighorns de Billings par la marque de 4 victoires à 1.
- Les Pats de Regina remportent leur série face aux Wheat Kings de Brandon par la marque de 4 victoires à 0.
- Les Wranglers de Calgary remportent leur série face aux Blades de Saskatoon par la marque de 4 victoires à 1.

|  | Quarts de finale         | Quarts de finale         |                          |   | Demi-finales | Demi-finales |  |  | Finale | Finale |
|  | Quarts de finale         | Quarts de finale         |                          |   | Demi-finales | Demi-finales |  |  | Finale | Finale |
|  |                          |                          |                          |   |              |              |  |  |        |        |
|  |                          |                          |                          |   |              |              |  |  |        |        |
|  |                          |                          |                          |   |              |              |  |  |        |        |
|  | Broncos de Lethbridge    |                          |                          |   |              |              |  |  |        |        |
|  |                          |                          |                          |   |              |              |  |  |        |        |
|  | Laissé-passé             |                          |                          |   |              |              |  |  |        |        |
|  | Broncos de Lethbridge    | 3                        |                          |   |              |              |  |  |        |        |
|  | Broncos de Lethbridge    | 3                        |                          |   |              |              |  |  |        |        |
|  |                          | Pats de Regina           | 4                        |   |              |              |  |  |        |        |
|  | Pats de Regina           | Pats de Regina           | 4                        | 3 |              |              |  |  |        |        |
|  | Pats de Regina           |                          |                          | 3 |              |              |  |  |        |        |
|  | Wranglers de Calgary     | 1                        |                          |   |              |              |  |  |        |        |
|  | Wranglers de Calgary     | 1                        | Pats de Regina           | 1 |              |              |  |  |        |        |
|  |                          |                          | Pats de Regina           | 1 |              |              |  |  |        |        |
|  |                          | Winter Hawks de Portland | 4                        |   |              |              |  |  |        |        |
|  | Winter Hawks de Portland | Winter Hawks de Portland | 4                        | 4 |              |              |  |  |        |        |
|  | Winter Hawks de Portland |                          |                          | 4 |              |              |  |  |        |        |
|  | Oilers de Kamloops       | 0                        |                          |   |              |              |  |  |        |        |
|  | Oilers de Kamloops       | 0                        | Winter Hawks de Portland | 4 |              |              |  |  |        |        |
|  |                          |                          | Winter Hawks de Portland | 4 |              |              |  |  |        |        |
|  |                          | Breakers de Seattle      | 2                        |   |              |              |  |  |        |        |
|  | Cougars de Victoria      | Breakers de Seattle      | 2                        | 0 |              |              |  |  |        |        |
|  | Cougars de Victoria      |                          |                          | 0 |              |              |  |  |        |        |
|  | Breakers de Seattle      | 4                        |                          |   |              |              |  |  |        |        |
|  | Breakers de Seattle      | 4                        |                          |   |              |              |  |  |        |        |

## Honneurs et trophées
- Trophée Scotty-Munro, remis au champion de la saison régulière : Broncos de Lethbridge.
- Trophée du Joueur le plus utile (MVP), remis au meilleur joueur : Mike Vernon, Wranglers de Calgary.
- Trophée Bob-Clarke, remis au meilleur pointeur : Jock Callander, Pats de Regina.
- Trophée du meilleur esprit sportif : Mike Moller, Broncos de Lethbridge.
- Trophée commémoratif Bill-Hunter, remis au meilleur défenseur : Gary Nylund, Winter Hawks de Portland.
- Trophée Jim-Piggott, remis à la meilleure recrue : Dale Derkatch, Pats de Regina.
- Trophée Del-Wilson, remis au meilleur gardien : Mike Vernon, Wranglers de Calgary.
- Trophée Dunc-McCallum, remis au meilleur entraîneur : Jack Sangster, Breakers de Seattle.